# 水町信号場
水町信号場（みずまちしんごうじょう）は、かつて福岡県小倉市（現在の北九州市小倉南区）湯川にあった、日本国有鉄道（国鉄）日田彦山線の信号場である。
石田駅から日豊本線を乗り越し、妙見駅を経由して東小倉駅に向かっていた旧線から、日豊本線の城野駅に接続する新線（連絡線）を分岐させるために設置された信号場である。旧線は貨物支線として存続したが、当信号場は1961年（昭和36年）10月1日に廃止された。

## 歴史
- 1956年（昭和31年）11月19日：開業。
- 1960年（昭和35年）日付不詳：城野駅に統合？
- 1961年（昭和36年）10月1日：廃止手続。
- 1962年（昭和37年）10月1日：貨物支線廃止。

## 隣の駅
日本国有鉄道
日田彦山線（本線）
城野駅 - 水町信号場 - 石田駅
日田彦山線（貨物支線）
石田駅 - 水町信号場 - 妙見駅